# دویینوویچه
دویینوویچه (به صربی: Dojinoviće) یک منطقهٔ مسکونی در صربستان است که در نووی پازار واقع شده‌است.